# LBR
A LBR - Lácteos Brasil, é uma empresa de capital fechado brasileira, constituída em dezembro de 2010 a partir da fusão da LeitBom (Monticiano Participações) com a Bom Gosto. A LBR já nasceu como um gigante do setor lácteo, sendo a terceira maior empresa do País e atrás somente da Nestlé e da Brasil Foods.[carece de fontes?] A LBR tinha até 2013 um faturamento anual da ordem de R$ 2 bilhões e captação de leite de mais de um bilhão de litros. Em 2010, a LBR teve um aporte financeiro de R$ 700 milhões do BNDES, sendo R$450 milhões em dinheiro e R$ 250 milhões em debêntures conversíveis.

## Produtos
A empresa hoje foca leite UHT, mas chegou a produzir leites regulares e especiais, queijos finos, frescos e ralados, creme de leite, requeijões, manteigas, bebidas lácteas e à base de soja.

## Marcas
Os produtos da LBR eram comercializados sob as marcas Parmalat, Bom Gosto, LeitBom, Líder, Boa Nata, Ibituruna, São Gabriel e Da Matta. Em 2015, a marca Parmalat voltou para sua dona original, a empresa francesa Lactalis, maior grupo mundial de lácteos e dona da Parmalat Itália Spa, detentora da marca Parmalat. Atualmente, a LBR só comercializa a marca Ibituruna.

## Fábricas
A LBR contava inicialmente com 31 fábricas distribuídas em 12 estados do Brasil. Algumas foram fechadas e outras vendidas. Somente algumas continuam em operação. As fábricas foram colocadas à venda como parte de um processo de Recuperação Judicial.

## Participação Societária
A participação societária na LBR está dividida da seguinte forma:
- Monticiano Participações S.A.: 40,5 %
- BNDES Participações S.A.: 30,3 %
- Bom Gosto Participações S.A.: 12,9 %
- SAF Participações e Oeste Paulista Participações: 13,4%
- CRP VII Fundo de Investimento em Participações: 2,4 %
- CRP BG Fundo de Investimento em Participações: 0,5 %

## Recuperação Judicial
Em 15 de fevereiro de 2013, o pedido de Recuperação Judicial da LBR foi aceito pela 1.ª Vara de Falências e Recuperações Judiciais de São Paulo. Em 10 de maio, a empresa protocolou um Plano de Recuperação Judicial que foi apreciado e aprovado pelos credores. Seguindo o Plano de Recuperação Judicial, no primeiro semestre de 2014, várias unidades de produção isoladas (UPI's) foram colocadas à venda pela LBR: São Gabriel, Garanhuns, São Luís dos Montes Belos, Leitbom, Líder, Tapejara, Fazenda Vila Nova, Barra Mansa, Ibituruna, Cedrense, Boa Nata, Poços de Caldas, Bom Gosto e Gaurama.
A UPI de Barra Mansa envolve a unidade de produção e a marca DaMatta. Já a UPI Poços de Caldas envolve equipamentos e as marcas Poços de Caldas (requeijão) e Paulista. A soma das propostas de compra alcançou R$ 531 milhões, sendo a maior proposta feita pela francesa Lactalis, no valor de R$250 milhões.
A venda foi aprovada pelos credores em AGC (Assembleia Geral de Credores), pelo CADE - Conselho Administrativo de Defesa Econômica e pelo Juiz responsável pela Recuperação Judicial. Uma das propostas, da empresa ARC Medical Logística, causou grande polêmica porque as sócias são sobrinhas de um dos conselheiros da LBR, a época da assembleia, Francisco Benedito Silveira Filho. Ele é o proprietário da BS Factoring, empresa que realizou operações financeiras em conjunto com a holding Laep, uma companhia acusada de desviar recursos e dar um prejuízo ao mercado de R$ 5 bilhões.